# Masque lièvre
Le masque-lièvre (ou dyommo) est l'une des variétés du masque dogon, porté au Mali lors de cérémonies. 
En bois, petit et léger, le masque-lièvre est porté par les jeunes garçons lors d'une danse d'initiation mettant en scène l'affrontement entre le chasseur et son gibier, le lièvre, un animal agile et rusé. Comme d'autres, ce masque recèle aussi des sens cachés : on lui prête notamment des vertus thérapeutiques en cas d'épilepsie. 

### Filmographie
- Le dama d'Ambara, film documentaire réalisé par Jean Rouch, avec Germaine Dieterlen et Marcel Griaule, CNRS Images, Meudon, 2009, 1 h (DVD)